# Социальное обеспечение

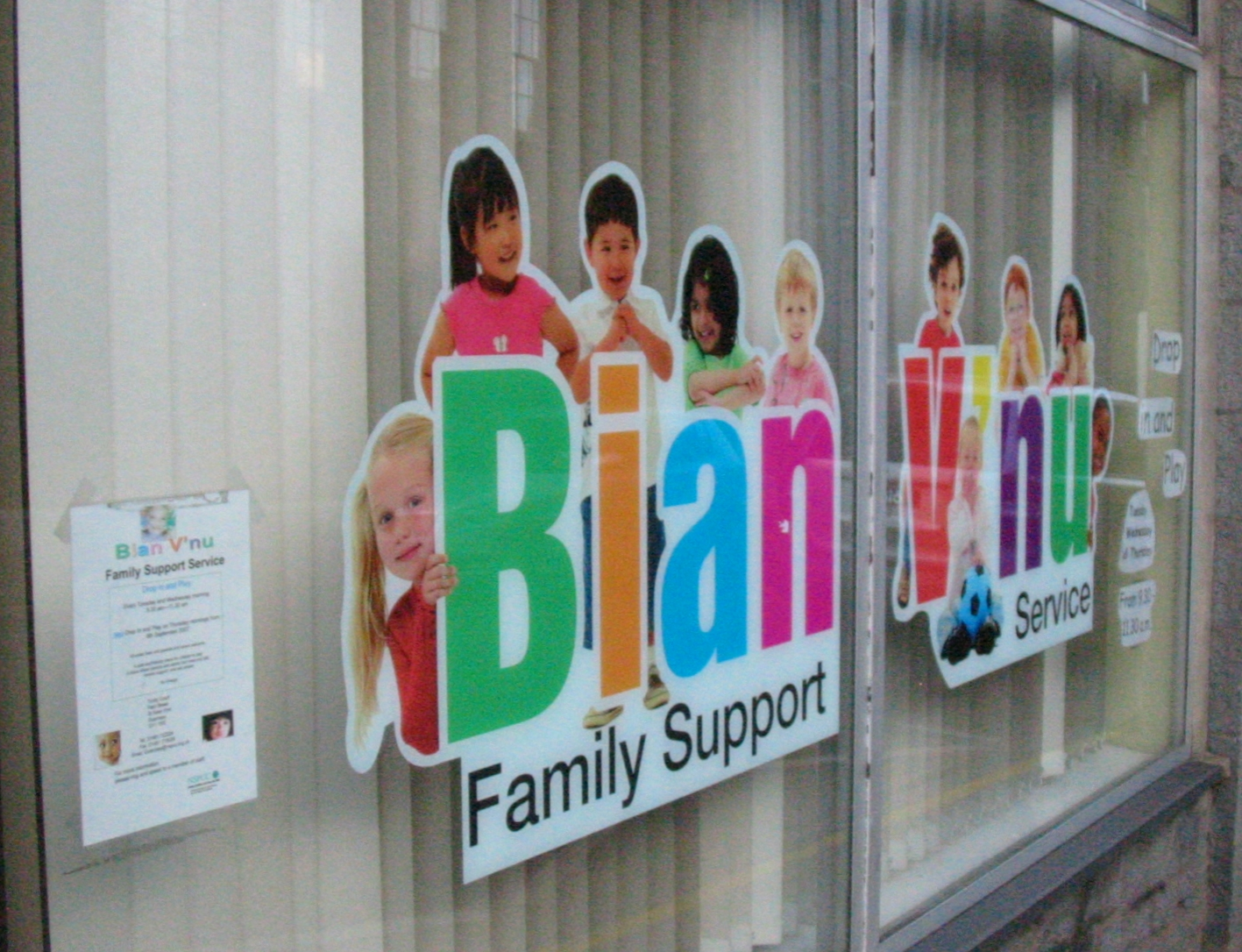
Реклама семейного центра в Сент-Питер-Порте, Гернси, предоставляющего социальное обеспечение.

Социальное обеспечение (абр. собе́с) — организованная государством форма помощи для утверждённого круга лиц, оказываемая при наступлении определённых юридических фактов, в установленных законом ситуациях, с целью выравнивания социального положения граждан.

## Основные этапы становления
Потребность в социальном обеспечении появилась одновременно с возникновением человеческого общества. В любом обществе независимо от его экономического и политического устройства всегда есть люди, которые в силу естественных, не зависящих от них причин, не могут собственными усилиями приобретать источник средств своего существования. К числу таких людей относятся, прежде всего, дети и старики. Кроме того, ряды нетрудоспособных может пополнить каждый человек, потерявший способность трудиться временно либо постоянно в связи с расстройством здоровья. По мере развития общества и усложнения социальных связей к числу причин нуждаемости человека в социальной помощи прибавляются и те, которые обусловлены характером господствующих в обществе экономических отношений, порождающих безработицу, инфляцию, бедность.
Социальное обеспечение как определённая форма жизнеобеспечения людей имеет конкретные исторические типы, поскольку оно осуществляется в рамках той или иной общественно-экономической формации.

### Первобытнообщинный, рабовладельческий и феодальный периоды
Содержание престарелых и нетрудоспособных при первобытнообщинном строе осуществлялось скорее всего в силу обычая. В рабовладельческом обществе каких-либо форм обеспечения рабов в старости или в случае нетрудоспособности не существовало, а вот для ветеранов воинской службы уже в Древней Греции вводятся пенсии; в Древнем Риме служба вознаграждается предоставлением земельного надела.
Феодальный период характеризуется господством натурального хозяйства, основой которого является семья, несущая обязанности по материальному обеспечению стариков и нетрудоспособных. В этот же период появляются и иные формы социальной поддержки тех, кто не может работать и не имеет хозяйства, например благотворительность, санкционированное нищенство. Государственные пенсии начинают раздаваться крупным сановникам, епископам, префектам и другим лицам, имеющим заслуги перед монархом. Таким образом, пенсия в это время имела характер награды, а не вида обеспечения трудоспособных.

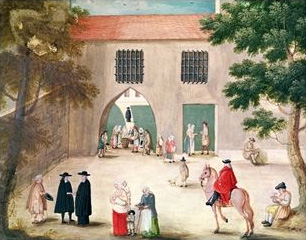
Раздача милостыни бедным во Франции в начале XVIII века

### Становление социального обеспечения на Руси

#### Владимир Святославич
Как свидетельствует Начальная русская летопись (Повесть временных лет), Князь Владимир велел: 
...всякому нищему и убогому приходить на княжеский двор, брать кушанье, питьё и денег из казны. Устроил он и такое: сказав, что "немощные и больные не могут добраться до двора моего", приказал снарядить телеги и, наложив на них хлебы, мясо, рыбу, различные плоды, мёд в бочках, а в других квас, развозить по городу, спрашивая: "Где больной, нищий или кто не может ходить".
В 996 году Князь Владимир издал Устав (закон), которым общественное призрение было поручено попечению и надзору духовенства. Владимир заботился также о создании богаделен, странноприимных домов.

#### Ярослав МудрыйиВладимир Мономах
«Русская Правда» Князя Ярослава явилась первым славянским законом, в котором закреплялось подобие социальной программы. Особой заботой о бедных и убогих отличался и Владимир Мономах. Историки отмечают: 
По мере укрепления государства в развитии общественного призрения стали более чётко определяться два взаимно дополняющих друг друга направления. Первое - продолжение традиций Владимира и других князей Киевской Руси, показывающих пример личного благодеяния и покровительства убогих, престарелых, сирот и других страждущих. Второе - усиление организующего начала, совершенствование форм и масштабов государственного общественного призрения при сохранении и поощрении благотворительной деятельности церкви.

### Царская Россия

#### XVI—XVIII века
- Указ Ивана IV Грозного «О милостыне», в котором в качестве неотложных мер ставилась задача выявить во всех городах «престарелых и прокажённых», построить для них богадельни, обеспечить их одеждой[1].
- По указу Царя Фёдора Алексеевича от 1682 года в Москве было построено два госпиталя; те из числа нищенствующих и убогих, которые могли работать, должны были «хлеб свой наживать работой или ремеслом на общественную пользу»[1].
- Пётр I приказал Святейшему Синоду, Камер Конторе, Главному магистрату и воеводам «приступить к устроению больниц, богаделен, сиротских домов, домов для призрения незаконнорождённых младенцев, домов смирительных для людей праздношатающих и им подобных». В то же время Пётр I запретил подавать милостыню непосредственно просящим подаяние, а Указом от 3 мая 1720 года повелел всех офицеров и нижних чинов, признанных по удостоверению Военной коллегии неспособными к службе из-за ран, увечий или старости, определять на жительство в монастыри и богадельни и выдавать им пожизненное содержание[1].
- Екатерина II в Манифесте от 1 сентября 1763 года «Об учреждении Воспитательных домов» указала, что призрение бедных — главное для Верховной власти. В принятом ею в 1775 году «Учреждении для управления губерний» впервые в законодательном порядке была установлена государственная система общественного призрения для всех гражданских сословий. С этой целью в каждой губернии создавались особые Приказы общественного призрения, на которые возлагалась обязанность организовывать и содержать народные школы, сиротские дома, больницы, аптеки, работные дома (в которых бедные люди могли бы своим трудом добывать себе пропитание) и смирительные дома (для исправления людей). Соответствующие средства для организации и содержания этих учреждений выделялись в качестве первоначального капитала из государственной казны, а изданное в 1785 году «Городовое положение» узаконило требование к городам об отчислении из своих доходов части средств Приказам общественного призрения. При Екатерине II в России был учреждён первый инвалидный дом, однако по существу это была богадельня для призрения раненых, больных и престарелых воинов и их семейств[1].
- Инвалидные дома для значительного числа призреваемых появились при Николае I. К инвалидам в этот период относили тех, кто был неспособен ни к каким работам и не мог обходиться без посторонней помощи[1].

#### XIX век
Сеть благотворительных учреждений, находящихся под покровительством Императрицы Марии Фёдоровны (жены Павла I), в 1854 году, то есть после её смерти, было объединена под общим названием «Ведомство учреждений императрицы Марии». Благотворительностью, предоставляемой этими учреждениями, в течение 1898 года воспользовалось более 7 млн человек, не считая 20 млн случаев разовых обращений к благотворительной помощи. В благотворительных заведениях постоянно проживало около 500 тыс. человек.
Российское законодательство XIX века делило нищих на четыре категории:
- те, которые не могут своим трудом добывать пропитание;
- те, кто по сиротству и временным болезням впал в нужду, однако может работать;
- те, которые могут трудиться, но нищенствуют по лености и дурному поведению;
- те, кто по случайным обстоятельствам впал в крайнюю нужду.

В 1827 году принимается Устав о пенсиях и единовременных пособиях крупным чиновникам и тем, кто занимал военные чины. В соответствии с Уставом лицам, близким к царскому двору, другим чиновникам и чинам полиции назначались пенсии в размерах, устанавливаемых единоличным решением царя.
С зарождением капиталистического производства источником существования вместо труда в семейном хозяйстве становится труд на работодателя, который покупает рабочую силу, не гарантируя работнику возможность его обеспечения в случае наступления старости, нетрудоспособности, а его семье — в случае потери кормильца.
Общество «равных возможностей» стимулирует личную ответственность человека за своё будущее и будущее своих детей, в связи с чем государство не должно вмешиваться в дела индивидуума и уровень его жизни. Однако труд, ставший товаром, имел слишком низкую цену в форме заработной платы, которая не могла гарантировать не только обеспечение будущей старости, но и самого существования в период работы. По мере формирования класса наёмных работников всё больше становилась очевидной необходимость организации взаимопомощи в случаях, когда работник вынужденно терял заработок в связи с болезнью, инвалидностью, его семья — в случае утраты кормильца. Образуются общества взаимопомощи в виде касс, средства которых складывались из взносов работников и работодателей. Пенсии из касс были очень низкими и составляли лишь одну двадцатую часть заработка. Государство поощряло кассы, обеспечивая правовую охрану, так как кассы снимали с государства и имущего класса ответственность за социальную незащищённость громадной армии наёмных работников.
Резкое обострение во второй половине XIX века противоречий между трудом и капиталом, угрожающее социальным взрывом, не позволило капиталистическому государству долго занимать позицию невмешательства в «свободу индивидуума». В России закон об ответственности работодателей за несчастные случаи на производстве был принят лишь в 1903 году (для сравнения, в Германии — в 1871 году, в Англии — в 1880 году). Однако эти законы ещё не были законами о социальном обеспечении, поскольку они закрепляли принципы гражданско-правовой ответственности за вред, причинённый здоровью работника. Для получения возмещения вреда работнику необходимо было доказать суду, что увечье наступило по вине предприятия.

### Принципиально новый этап
В конце XIX века социальное обеспечение наёмных работников начинает осуществляться на правовой основе, закрепляемой государством. В качестве способа его организации вводится государственное социальное страхование наёмных работников. В дальнейшем начинают формироваться национальные системы социального обеспечения, охватывающие всё население и гарантирующие социальную помощь вне связи с уплатой страховых взносов.

#### Германия
15 июня 1883 года рейхстаг принял закон об обязательном государственном страховании на случай болезни; в июле 1884 года — закон о страховании от несчастных случаев. Закон от 22 июля 1889 года ввёл обязательное страхование по инвалидности и по старости. Вслед за Германией принимаются законы об обязательном социальном страховании и в других странах Европы.
Суть данной системы состояла в том, что каждое лицо, отвечающее условиям, указанным в законе, подлежало страхованию в принудительном порядке; взносы на страхование вносили не только сами наёмные работники, но и предприниматели; обеспечение предоставлялось на основе правовых норм, что делало систему государственного социального страхования гарантированной; посредством норм права закреплялись единые условия и размеры обеспечения, не зависящие от специфики отрасли промышленности, в которой трудились застрахованные.
По страховым законам Германии застрахованному предоставлялись бесплатное лечение, бесплатные лекарства и денежное пособие, размер которого зависел от основания выплаты (всем застрахованным; женщинам в связи с родами или в течение шести недель после родов; на похороны в случае смерти больного; при производственной травме; в случае болезни; при частичной или полной утрате трудоспособности; семье в случае потери кормильца вследствие несчастного случая на производстве).
Пенсия по старости назначалась по достижении работником 70 лет. Она состояла из двух частей: основной суммы и твёрдой суммы, выплачиваемой за счёт государственных средств. Особый механизм предусматривался для определения размера пенсий по инвалидности от общего заболевания. Этот размер формировался из трёх частей: 1) постоянная годовая сумма, размер которой зависел от категории застрахованного по уровню заработной платы; 2) приплата государство в твёрдой сумме; 3)постоянно возрастающая сумма, исчисляемая с учётом продолжительности страхового стажа.
Нацистская Германия

Эмблема NSV

В нацистский период существовала разветвленная программа социальной поддержки (нем. Nationalsozialistische Volkswohlfahrt, NSV). Одним из основных направлений деятельности NSV была программа «Зимняя помощь немецкому народу» (Winterhilfswerk), которая координировала ежегодную кампанию по сбору средств для обеспечения неимущих граждан отоплением и едой в зимние месяцы. Геббельс утверждал, что это не государственное соцобеспечение и не благотворительность, а новый тип «расовой самопомощи, проводимой немецким народом для немецкого народа». Программа официально основывалась на добровольных пожертвованиях, но на практике эти пожертвования часто собирались вооруженными членами нацистской партии, ходившими от двери к двери в форме, или членами Гитлерюгенда, которые вели списки тех, кто не внес свой вклад. В 1934 году был принят закон, который позволял министру внутренних дел и казначею нацистской партии приостанавливать деятельность любых благотворительных организаций, конкурирующих с Winterhilfswerk.
В 1939 году NSV участвовала в раздаче супа жителям Варшавы после капитуляции города. При этом евреи супа не получали.

#### Англия
Страховыми законами 1911—1913 годами было введено страхование по болезни и инвалидности. Английскую страховую систему отличало широкое участие в работе страховых органов представителей застрахованных. Кроме того, часть взносов уплачивало само государство. Дифференциация страховых платежей проводилась по половозрастному признаку. В порядке социального страхования предоставлялись пособия, пенсии, медицинская помощь, медикаменты, санаторное лечение. Пенсии по старости назначались по достижении 69 лет.
В 1946—1948 годах была осуществлена крупная реформа в сфере социального обеспечения. Она предусматривала: охват всех лиц наёмного труда и членов их семей, а также лиц, самостоятельно обеспечивающих себя работой; установление пенсий и пособий в твёрдых размерах без учёта заработка, но на уровне национального минимального стандарта; предоставление всему населению права на лечение; введение семейных пособий, пенсий. Медицинская помощь стала осуществляться бесплатно за счёт средств государства, а не в порядке социального страхования.

#### Франция
Во Франции закон о страховании по старости был введён в действие в 1911 году, а закон о страховании по болезни лишь в 1928 году. Право на пенсию по старости возникало с 65 лет, при определённых условиях её можно было получить и с 60, и даже 55 лет, но в более низком размере. Пенсия по инвалидности состояла из твёрдой суммы, а пенсия по старости — из твёрдой суммы и государственной доплаты.

#### Швеция
Обязательное социальное страхование по старости было введено законодательством в 1913—1915 годах. Фонд на выплату пенсий образовывался из взносов застрахованных и государственных субсидий. Размер взноса застрахованного был низким и зависел от суммы дохода. Взносы уплачивались в общинах, и ответственность за их неуплату несла община. Пенсионный возраст составлял 67 лет.

#### Австралия
В 1908 году был принят закон, по которому мужчины приобретали право на пенсию по старости с 65 лет, а женщины — с 60 лет. Одним из условий для получения этой пенсии являлось проживание на территории Австралии в течение 25 лет и обладание имуществом не выше определённой ценности. При наступлении полной инвалидности мужчины могли получать пенсию с 60 лет. Пенсия назначалась также лицам, ставшим нетрудоспособными вследствие несчастного случая.

#### США
В США государственная система социального обеспечения возникла значительно позднее, чем в странах Европы. Законодательство об обязательном или добровольном страховании от несчастного случая начало формироваться в 1908 году, а к 1920 году такие законы действовали уже в 43 штатах. Первый федеральный закон о страховании по старости был принят в 1920 году, однако он распространялся только на служащих федеральных органов. На федеральном уровне пенсионным обеспечением охватывались и ветераны войны. Федеральный закон о социальном обеспечении появился в США лишь в августе 1935 года. Он ввёл пенсии по старости, а также государственную помощь некоторым категориям нуждающихся — престарелым, слепым, детям из бедных семей. В 1935 году была также создана программа помощи нуждающимся семьям, имеющим на иждивении детей.

#### Россия
В России рабочий вопрос, который до сих пор стоял перед обществом и правительством как угроза, в конце столетия стал очевидной реальностью, насущной проблемой, которую было необходимо решать.
Свод законов Российской империи предусматривал взыскание с предпринимателей ущерба в связи с увечьем на производстве, однако возможность воспользоваться судебным порядком такого взыскания была для рабочих практически ничтожной из-за нечёткости формулировок правовых норм, больших судебных издержек, неграмотности рабочих и бюрократизма судопроизводства. При отсутствии государственной системы социального обеспечения основной формой поддержки рабочих являлась взаимопомощь, которая оказывалась за счёт средств касс взаимопомощи на казённых горных заводах, созданных в соответствии с Законом от 8 марта 1861 года. В июне 1886 года утверждается закон, направленный на урегулирование отношений фабрикантов и рабочих, а также Правила о надзоре заведениями фабричной промышленности и о взаимных отношениях фабрикантов и рабочих. Закон 1886 года запрещал «взимать с рабочих плату на врачебную помощь», но не обязывал её оказывать и распространялся не на все районы России.
15 мая 1901 года утверждаются Временные правила о пенсиях рабочим казённых горных заводов и рудников, утративших трудоспособность. 2 июня 1903 года принимается Закон о вознаграждении потерпевших рабочих вследствие несчастных случаев. Данный закон определяет сферу действия Правил вознаграждения потерпевших вследствие несчастных случаев рабочих и служащих. Статья 1 Правил предусматривала: 
При несчастных случаях в предприятиях фабрично-заводской, горной и горнозаводской промышленности владельцы предприятий обязаны вознаграждать, на основании настоящих Правил, рабочих, без различия их пола и возраста, за утрату долее, чем на три дня, трудоспособности от телесного повреждения, причинённого им работами по производству предприятия или происшедшего вследствие таковых работ. Если последствием несчастного случая была смерть рабочего, то вознаграждением пользуются члены его семейства.

Принципиально важное значение имело правило, согласно которому: 
Всякие, предшествовавшие несчастному случаю соглашения, клонящиеся к ограничению права на вознаграждение или размеров оного, признаются недействительными.
В 1912 году принимаются законы «Об обеспечении рабочих на случай болезни» и «О страховании от несчастных случаев». Это был определённый шаг к введению социального обеспечения пролетариата. Однако на многие категории рабочих он вообще не распространялся и охватывал только 15 % общего числа рабочих России.
Ограничительное толкование понятия «несчастный случай», отсутствие компенсации при профессиональном или общем заболевании и безработице, незначительные размеры вознаграждения, предоставление страховому товариществу права в некоторых случаях лишать рабочих вознаграждения, возможность замены периодических выплат единовременным пособием сводили к минимуму положительный эффект страхового законодательства.
В 1913 году разрабатывается Устав о промышленном труде, который содержал четыре раздела. Четвёртый раздел, трактовавший виды обеспечения рабочих и служащих в промышленных предприятиях, включал 13 глав. Первые семь глав содержали нормы, определяющие общие вопросы страхования наёмных работников. В главе семь говорилось о вознаграждении рабочих и служащих, потерпевших вследствие несчастных случаев, а также членов их семейств в фабрично-заводских, горных и горно-заводских предприятиях. Остальные главы включали в себя правила о вознаграждении потерпевших вследствие несчастных случаев рабочих и служащих казённых предприятий отдельных ведомств.
Помимо пенсий, пособий и медицинской помощи, предоставлявшихся незначительной части пролетариата, в царской России не существовало иных мер обеспечения и обслуживания престарелых и нетрудоспособных.

## Историясоветскогозаконодательства о социальном обеспечении

### Первый этап

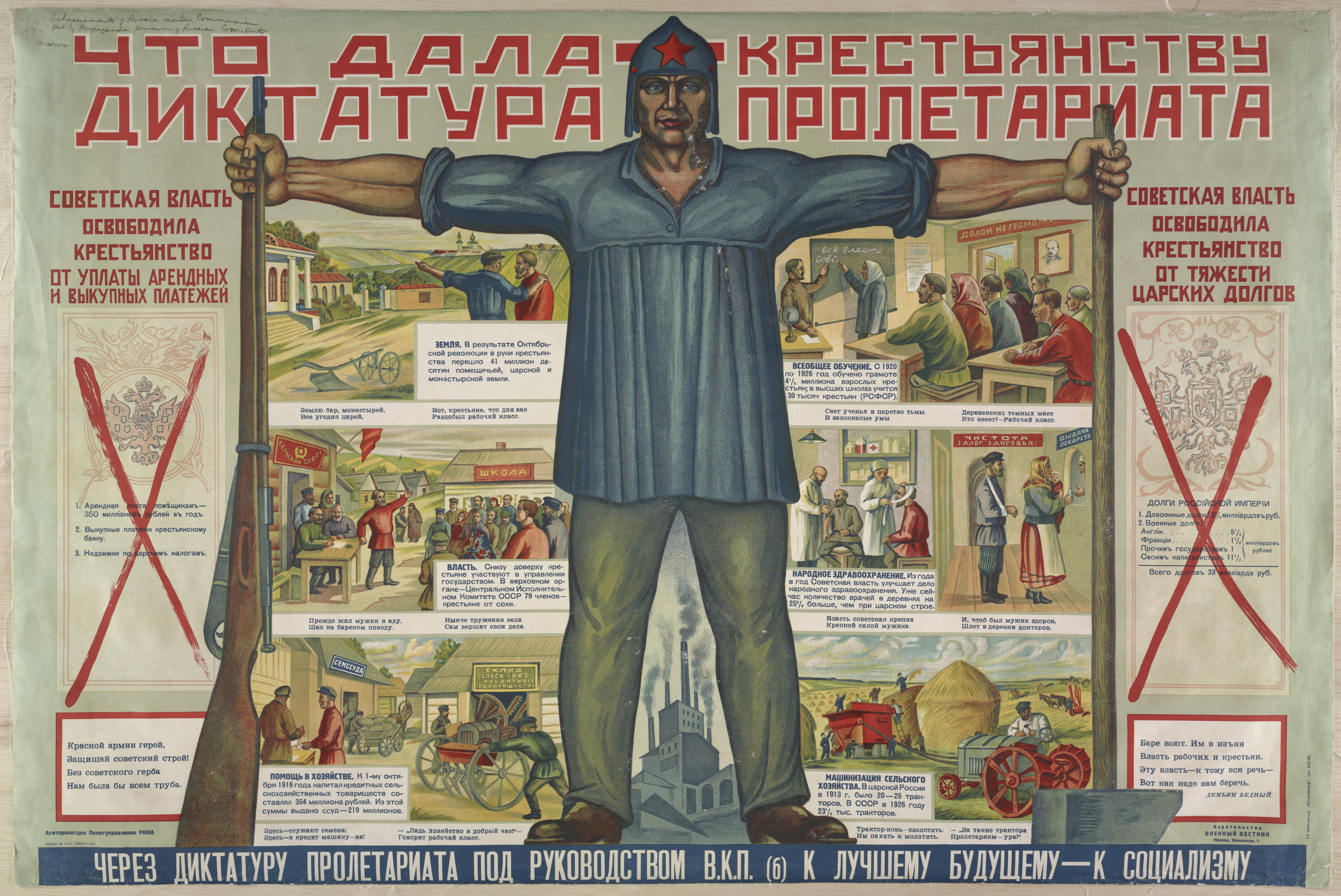
Пропагандистский плакат, Демьян Бедный, 1920-е годы

Становление современной модели социального обеспечения в России начинается после победы Октябрьской революции 1917 года. Уже в первый год своего существования советское государство предприняло попытку законодательно закрепить систему социального обеспечения, элементами которой было социальное обеспечение пролетариата в порядке социального страхования, государственное обеспечение увечных военнослужащих и членов их семейств, а также государственное обеспечение в форме содержания в инвалидных домах, домах матери и ребёнка, в детских домах. В этот же период государство приступает к созданию системы медицинского обслуживания трудящихся. Создаваемая советским государством система социального обеспечения отчётливо носила классовый характер, поскольку исключала из круга обеспечиваемых представителей свергнутых классов. В апреле 1918 года Народный комиссариат государственного призрения переименовывается в Народный комиссариат социального обеспечения.
После окончания гражданской войны главной задачей страны становится восстановление её экономики, государство проводит новую экономическую политику. Период нэпа в истории развития законодательства о социальном обеспечении отличается тем, что за короткий отрезок времени была сформирована правовая база для регулирования данного вида общественных отношений в новых экономических условиях. В этот период закрепляется право на социальное обеспечение инвалидов из числа лиц, работавших по найму; военнослужащих старой и Красной армии, лишившихся трудоспособности вследствие увечья или заболевания, полученных на войне или во время нахождения на военной службе; был решён вопрос об обеспечении пенсией по случаю потери кормильца семей трудящихся; установлена выплата пособий застрахованным в случае временной нетрудоспособности в размере фактического заработка; устанавливается единовременное на предметы ухода за ребёнком, пособие на кормление ребёнка; вводятся пособия на погребение застрахованных и членов их семей; получает развитие законодательство о персональных пенсиях для лиц, имеющих особые заслуги. Предоставление медицинской помощи всем гражданам, включая застрахованных, за счёт бюджетных средств сочетается с улучшением этой помощи застрахованным за счёт средств социального страхования. Получает развитие курортное лечение, организуются дома отдыха.
После восстановления экономики, государство приступает к социалистической индустриализации страны, коллективизации сельского хозяйства и культурной революции. На первый план выходят проблемы совершенствования социального обеспечения рабочих и служащих. Развивается система помощи при временной нетрудоспособности, включая беременность и роды, санаторно-курортное дело. Развивая систему здравоохранения, государство создаёт гарантии реализации права граждан на бесплатную медицинскую помощь и лечение. Расширяется сеть детских учреждений. Совершенствуется пенсионное обеспечение по инвалидности и по случаю потери кормильца. Зарождается институт профессиональной подготовки инвалидов.
С завершением построения социалистического общества, основы которого закрепляются в Конституции СССР, принятой в декабре 1936 года, завершается первый этап в истории развития советского законодательства о социальном обеспечении. Итогом функционирования в СССР государственной системы социального обеспечения стало закрепление в ст. 120 Конституции права граждан на материальное обеспечение в старости, а также — в случае болезни и потери трудоспособности. В 1937 году государство полностью возлагает на себя финансирование здравоохранения. Угроза второй мировой войны обуславливает принятие нормативных актов, улучшающих пенсионное обеспечение военнослужащих.

### Второй этап
После разгрома нацизма страна восстанавливает разрушенное войной народное хозяйство, в связи с чем наряду с проблемами повышения эффективности социального обеспечения инвалидов Великой Отечественной войны и семей погибших военнослужащих государство решает также проблемы совершенствования законодательства о пособиях и пенсионном обеспечении. К середине 60-х годов всё более очевидным становится необходимость унификации законодательства о социальном обеспечении, прежде всего пенсионного, и законодательства о социальном страховании. В 70-80-х годах принимается достаточно много нормативных актов, направленных на повышение уровня социального обеспечения в целом и отдельных его видов: предоставляются дополнительные льготы инвалидам-слепым при пользовании транспортом; повышаются нормы расходов на питание детей в детских дошкольных учреждениях и домах ребёнка; улучшается здравоохранение. Продолжает совершенствоваться и система пенсионного обеспечения: повышаются минимальные размеры пенсий для рабочих, служащих и членов колхозов; для последних вводится аналогичный с рабочими и служащими порядок исчисления пенсий. Таким образом, к концу 80-х годов в СССР в основном завершилось формирование государственной системы социального обеспечения, как и системы здравоохранения.
7 октября 1977 года принимается Конституция СССР как итог развития советского законодательства. Конституция констатировала, что в стране созданы и развиваются государственные системы здравоохранения и социального обеспечения, которые реально гарантируют равенство прав женщин и мужчин (ст. 35); право граждан на охрану здоровья (ст. 42); право на материальное обеспечение (ст. 43) и осуществление заботы государства о семье (ст. 53).

### Третий этап
С принятием Конституции закончился второй этап в истории развития законодательства о социальном обеспечении и начался новый — третий, непосредственно предшествующий началу перехода страны к рыночной экономике. Принятие Конституции послужило новым импульсом для дальнейшего совершенствования законодательства о социальном обеспечении. Пенсионное законодательство, в целом сохраняя стабильность, продолжает совершенствоваться. Система социальных пособий в целом существенных изменений не претерпевает. В этот период принимаются акты: о дальнейшем улучшении санаторно-курортного лечения и отдыха трудящихся и развитию сети здравниц профсоюзов; о мерах по дальнейшему улучшению материально-бытовых условий участников Великой Отечественной войны и семей погибших военнослужащих; об организации домов-интернатов для ветеранов труда; устанавливающие порядок обеспечения транспортными средствами инвалидов из числа рабочих, служащих и колхозников, а также инвалидов с детства и снабжения населения протезно-ортопедическими изделиями. Третий этап в истории развития законодательства о социальном обеспечении был самым коротким, он закончился с началом экономических реформ в России.

### Четвёртый этап
Первые три этапа связаны с историей развития советского законодательства о социальном обеспечении, а четвёртый положил начало развитию российского законодательства, формирование которого происходит в условиях уже совершенно иной экономической ориентации общества.
Е. И. Астрахан выделяет следующие тенденции в развитии советского законодательства о социальном обеспечении: расширение субъектов права: расширение видов обеспечения; гуманизация условий, определяющих право на определённый вид социального обеспечения; непрерывное повышение уровня обеспечения.
Указанные тенденции были сохранены и российским законодательством, но только первые годы после начала реформ. Законы РСФСР «О занятости населения в РСФСР», «О государственных пенсиях в РСФСР», «О дополнительных мерах по охране материнства и детства», «О ритуальном пособии» и другие были направлены на решение тех социальных проблем, которые чётко обозначились уже в советский период, но не были решены государством. Однако вскоре указанные законы были кардинально изменены либо отменены в связи с принятием новых, существенно понижающих уровень гарантий и объём прав, законодательно закреплённых государством в ранее принятых законом и даже в Конституции Российской Федерации, принятой в 1993 году и объявившей Россию социальным государством.

## Сущностные признаки
- Государственный характер устанавливаемых в обществе организационно-правовых способов распределения совокупного общественного продукта через систему социального обеспечения[16]. Источники финансирования: за счёт средств государственного бюджета и специальных внебюджетных фондов, образованных государством(пенсионного, медицинского страхования).
- Законодательное закрепление перечня социальных рисков, признаваемых государством в качестве оснований для представления тех или иных видов социального обеспечения[16]. То есть право на социальное обеспечение устанавливается для определённой группы граждан только при наступлении обстоятельств, указанных в законе; преимущественно это события, например, достижение определённого возраста, инвалидность, смерть, рождение.
- Закрепление в нормах права либо в договорах, санкционированных государством, круга лиц, подлежащих обеспечению[16], то есть определённых категорий граждан, установленных законом (нетрудоспособные, потерявшие кормильца, дети, семьи с детьми, безработные, жертвы политических репрессий, ветераны и др.).
- Нормирование государством социального стандарта обеспечения, ниже которого оно не может быть, путём законодательного закрепления видов обеспечения, его уровня и условий предоставления[16].

Некоторые учёные выделяют и иные конструктивные признаки социального обеспечения. Так, Иванова Р. И. относит к их числу следующие: 1) Объективные основания, вызывающие потребность в особом механизме социальной защиты по поддержанию (предоставлению) определённого уровня жизнеобеспечения; 2) Особые фонды, источники социального обеспечения; 3) Особые способы создания этих фондов; 4) Особые способы предоставления средств существования; 5) Закрепление правил предоставления социального обеспечения в социальных, в том числе правовых, нормах.
Захаров М. П. и Тучкова Э. Г. считают, что с формулировкой первого признака согласиться трудно, поскольку сами по себе объективные основания лишь вызывают потребность в особом механизме социальной защиты, однако функционирование его всегда связано с признанем обществом, государством этих оснований в качестве социальных рисков, влекущих соответствующие юридические обязанности по предоставлению социального обеспечения. В реальной жизни объективных оснований, влекущих потребность человека в социальной помощи, всегда намного больше тех, которые признаются государством социально уважительными. Вся история развития систем социального обеспечения — убедительное доказательство того, что перечень объективных оснований, признаваемых социальными рисками, непрерывно расширяется, однако вряд ли он когда-либо станет полностью тождественен реально существующим объективным причинам, вызывающим потребность человека в социальной помощи. Что касается второго, третьего и четвёртого конструктивных признаков социального обеспечения, выделяемых Р. И. Ивановой, то они, как считают Захаров М. П. и Тучкова Э. Г., отражают разные стороны одного, сущностного признака — способа организации социального обеспечения.

## Определение
Официального определения социального обеспечения как многоаспектного явления в законодательстве нет. В научной и учебной литературе понятие социального обеспечения авторами формулируется по-разному, в зависимости от того, какие признаки принимаются за базовые, основные для данного явления (см. выше).
Под социальным обеспечением понимают:
- форму распределения, гарантирующую гражданам нормальный уровень жизненного и культурного стандарта сверх вознаграждения за труд в старости, при потере трудоспособности и кормильца[2];
- систему материального обеспечения и обслуживания граждан по возрасту, болезни, инвалидности, безработице, по случаю потери кормильца, воспитания детей и в других установленных законодательством случаях[17];

- совокупность общественных отношений, складывающихся между гражданами, с одной стороны, и органами государства, местного самоуправления, организациями, — с другой, по поводу предоставления гражданам за счёт специальных фондов, бюджетных средств медицинской помощи, пенсий, пособий и других видов обеспечения при наступлении жизненных обстоятельств, влекущих за собой утрату или снижение дохода, повышенные расходы, малообеспеченность, бедность[18], либо по распределению внебюджетных фондов социального назначения и перераспределению части государственного бюджета в целях удовлетворения потребностей граждан в случае утраты источника средств существования, несения дополнительных расходов или отсутствия необходимого прожиточного минимума по объективным социально значимым причинам[19].

Захаров М. П. и Тучкова Э. Г. считают, что при всей внешней схожести приведённых понятий в каждом из них отражены различные признаки, признаваемые авторами сущностными, но ни в одном не указаны с должной полнотой объективно существующие черты, характерные для социального обеспечения как уникального многоаспектного общественного явления. Захаров и Тучкова говорят, что социальное обеспечение является как экономической, так и правовой, а также социальной категориями. Как экономическая категория социальное обеспечение служит определённым инструментом, используемым обществом, государством для решения одной из острейших проблем — социальной проблемы неравенства личных доходов людей, которое не является следствием неравенства производительности труда и эффективности производства. В то же время социальное обеспечение является и правовой категорией, поскольку государства реализуют политику перераспределения доходов посредством правового механизма, закрепляя нормативным путём организационно-правовые способы осуществления социального обеспечения; порядок образования соответствующих финансовых систем и их правовой статус, системы управления социальным обеспечением; круг лиц, подлежащих социальному обеспечению; виды обеспечения и условия их предоставления; механизм защиты нарушенных прав. Социальное обеспечение является и очень важной социальной категорией, так как обеспечение, адресованное человеку обществом, государством в тех случаях, когда он по независящим от него обстоятельствам нуждается в поддержке, гарантирует определённый социальный комфорт, восстанавливает статус полноценного члена общества. Поэтому Захаров и Тучкова приводят такое определение социального обеспечения: 
Социальное обеспечение — это один из способов распределения части валового внутреннего продукта путём предоставления гражданам материальных благ в целях выравнивания их личных доходов в случаях наступления социальных рисков за счёт средств целевых финансовых источников в объёме и на условиях, строго нормируемых обществом, государством, для поддержания их полноценного социального статуса.

## Сущность социального обеспечения
Назначение системы социального обеспечения проявляется в его функциях. В правовой литературе выделяются четыре основные функции социального обеспечения: экономическая, политическая, демографическая, социально-реабилитационная.
1. Экономическая функция. Экономическая функция выражается в оказании материальной поддержки гражданам в трудной жизненной ситуации, в содействии развитию общественного производства в целом и отдельных отраслей народного хозяйства, экономическому подъёму зон приоритетного развития и т. д.
2. Политическая функция. Политическая функция направлена на сближение социального уровня различных слоев населения, создание условий, обеспечивающих достойную жизнь каждому человеку. Она призвана стабилизировать общественные отношения в сфере социальной защиты населения.
3. Демографическая функция. Демографическая функция способствует стимулированию роста народонаселения страны, воспроизводству здорового поколения, росту продолжительности жизни граждан и т. д.
4. Социально-реабилитационная функция. Социально-реабилитационная функция социального обеспечения (впервые выделена профессором Р. И. Ивановой) связана с удовлетворением специфических потребностей престарелых и нетрудоспособных граждан. Она выражается в создании условий, благоприятствующих сохранению их правового статуса и охране здоровья всех граждан.
5. Социальное обеспечение выполняет ещё одну весьма важную функцию — защитную. Прежде всего именно эту задачу ставит перед собой общество, предоставляя социальное обеспечение своим гражданам, ибо защита их в трудной жизненной ситуации, помощь в решении различных проблем (материальных, физических, психологических, возрастных и т. д.) являются основным назначением социального обеспечения.

## Предмет социального обеспечения
Предмет социального обеспечения — это виды общественных отношений, которые подразделяются на три группы:
1. Первая группа — отношения по поводу денежных выплат, в том числе различных пенсий, пособий и компенсаций.
2. Вторая группа — отношения по поводу медицинской помощи, лечения, лекарственной помощи, социально-культурного лечения, обслуживания инвалидов и лиц пенсионного возраста
3. Третья группа — процедурные и процессуальные отношения (в связи с установленной юридической формой, основанием для возникновения, изменения и прекращения отношений по социальному обеспечению).

## Виды социального обеспечения в России
Социальное обеспечение может быть имущественным (деньги, вещи, услуги) или неимущественным (например, психологическая помощь).
Виды социального обеспечения делятся на две группы:
1. Социально-обеспечительная помощь. Помощь по системе права социального обеспечения оказывается тем категориям нуждающихся, которые, согласно цели этого вида предоставления 1) имеют определённый источник средств к существованию, но этот источник был ими временно утрачен и должен быть восстановлен в связи с объективной возможностью устранения причины необеспеченности; 2) помощь оказывается в тех случаях, когда нуждающиеся обладают постоянным источником средств к существованию, но его размер очень мал и не в состоянии обеспечить элементарное существование; 3) помощь может предоставляться и тогда, когда лицо, возможно, не утрачивает постоянный или основной источник средств к существованию, но в силу сложившихся, как правило, непредвиденных, чрезвычайных обстоятельств, оказывается в состоянии нуждаемости, например, в результате расстройства здоровья, стихийных бедствий и катастроф и в других случаях.
2. Социально-обеспечительное содержание. Преследует цель предоставить человеку необходимые и достаточные для жизнесуществования средства. Это значит, что государство обязуется направить в адрес нуждающегося, дать ему то, без чего естественное существование человека как биосоциального организма невозможно.

Отличие социально-обеспечительной помощи от содержания состоит в том, что помощь имеет временный характер и не является основным источником средств к существованию.
К социально-обеспечительной помощи относятся: 1) пособия; 2) компенсации; 3) льготы; 4) некоторые виды социальных и медицинских услуг за счёт средств фонда обязательного медицинского страхования; 5) предоставление предметов первой необходимости (одежда, обувь, продукты питания) малоимущим гражданам и семьям.
Социально-обеспечительное содержание сводится к двум видам: 1) пенсии; 2) часть социальных услуг, оказываемых стационарными учреждениями социального обслуживания населения. Основанием деления видов социального обеспечения является их форма: денежная: 1) все виды и разновидности пенсий; 2) пособия во всех их разновидностях; и натуральная: 1) содержание граждан пожилого возраста и инвалидов в домах (интернатах, пансионатах) для престарелых и инвалидов; 2) санаторно-курортное лечение, иные виды медицинских услуг; 3) предметы первой необходимости; 4) компенсации, например, в виде предоставления жилья, утраченного в связи со стихийными бедствиями, радиационными катастрофами и т. д.; 5) льготы, в частности, бесплатное обеспечение лекарственными препаратами, внеочередное бытовое обслуживание и т. д.
Законодательство закрепляет лишь шесть видов социального обеспечения: 1) пенсии; 2) пособия; 3) социально-обеспечительные компенсации; 4) льготы; 5) социальные и медицинские услуги; 6) предметы первой необходимости.
В сентябре 2020 года президент России Владимир Путин заявил о внедрении меры поддержки в виде социального контракта по всей стране. В ближайшие три года на реализацию программы ежегодно из федерального бюджета предполагается направлять в регионы более 26 млрд рублей. Социальный контракт предполагает договор между гражданином и органом социальной защиты, содержащий взаимные обязательства по предоставлению помощи в виде денежных выплат или услуг. Гражданин, который заключает этот контракт, принимает на себя определенные обязательства — пройти переобучение, трудоустроиться или начать развивать собственное дело Ранее, реализация проекта проходила на региональном уровне — в 2018 году такую меру поддержки получили 309 тыс. семей, в 2019 — 321,5 тыс. человек. 